# Janáčkova konzervatoř v Ostravě
Janáčkova konzervatoř v Ostravě byla založena v roce 1953.

## Předchůdci
V roce 1890 založil Rudolf Kadleček soukromou hudební školu. V roce 1907 byla v Ostravě - Mariánských Horách založena Hudební a varhanická škola Matice školské, poskytující odborné vzdělání hudebníkům z okolí. Tato škola se později transformovala na Masarykův ústav hudby a zpěvu. Společně s Hudební školou Leoše Janáčka (založenou v roce 1935) vytvořila podmínky pro vznik Vyšší hudebně pedagogické školy – dnešní konzervatoře.

## Historie školy
Výnosem Státního výboru pro věci umění č. 40/719/53 ze dne 14. srpna 1953 byla v Ostravě zřízena Vyšší hudebně-pedagogická škola. Jejím prvním ředitelem se stal Rudolf Kubín. Výuka probíhala na několika místech Ostravy.
V následujícím roce byla škole přidělena budova bývalého charitativního ústavu Ludmila na Hrabákově ulici. O šest let později, v roce 1959, byla Vyšší hudebně pedagogická škola formálně zrušena a byla zřízena Konzervatoř v Ostravě.
Ve školním roce 1972/73 bylo nově otevřeno hudebně dramatické oddělení, jehož prvním vedoucím se stal herec Státního divadla Ostrava Miloslav Holub, který se také významně zasadil o vznik tohoto oddělení.
Na konci roku 1991 začaly práce na rekonstrukci a stavbě areálu budov nové konzervatoře na Českobratrské a Žerotínově ulici. Nová budova byla slavnostně otevřena v roce 1996 a od téhož roku nese škola název Janáčkova konzervatoř v Ostravě.
V letech 2007–2016 se na škole vyučoval také obor vzdělání – gymnázium s hudebním oborem.
V současné době Janáčkova konzervatoř disponuje těmito obory: Hudební, pěvecký, hudebně-dramatický (herectví) a taneční.